# La Zanzara

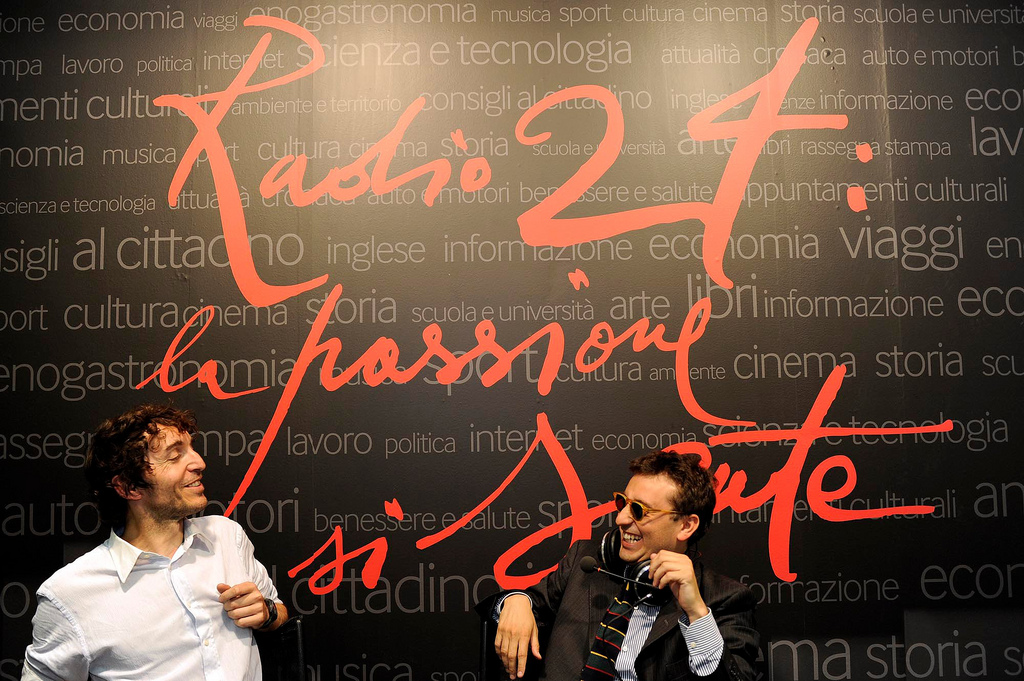
Giuseppe Cruciani e David Parenzo

La Zanzara è un programma radiofonico trasmesso da Radio 24 e condotto da Giuseppe Cruciani con la collaborazione di David Parenzo.
La trasmissione va in onda in diretta dagli studi di Radio 24 in viale Sarca 223 a Milano, dal lunedì al venerdì dalle 18.30 alle 20.45 e in replica dopo le 24.
Nel corso del programma vengono trasmessi gli inserti di rete che aggiornano sul traffico e quelli riguardo alle contrattazioni in borsa, nonché un'edizione del giornale radio alle 19.
Il titolo della trasmissione è ispirato al nome del celebre giornale studentesco La zanzara del liceo Parini di Milano e a un pezzo musicale classico chiamato Il volo del calabrone, usato come da pre-sigla dello show.
Per tre stagioni consecutive, tra il settembre 2018 e il novembre 2021 è stato presente come terza voce il conduttore radiofonico Alberto Gottardo.
A partire dalla puntata del 20 gennaio 2013, nella sigla d'apertura della trasmissione è riprodotto il ritornello della canzone Tutto il resto è noia di Franco Califano.
A partire dal 24 giugno 2025, va in onda in seconda serata sul canale 246 Radio24.

## Storia
Giancarlo Santalmassi, insediatosi come direttore di Radio 24 nell'ottobre 2005, chiese a Giuseppe Cruciani di inventarsi un nuovo programma. Santalmassi aveva in mente il modello delle sue invenzioni radiofoniche come Zapping o Helzapoppin', ma diede comunque libertà assoluta a Cruciani, il quale scelse il nome del programma ispirandosi al pezzo di musica Il volo del calabrone e al titolo dell'omonimo giornale studentesco del Liceo Parini di Milano, il quale nel 1966, anno di nascita dello stesso Cruciani, fu protagonista di un processo per stampa oscena e corruzione di minorenni, per un'inchiesta sulla sessualità nella quale erano state intervistate delle studentesse minorenni.
La trasmissione esordì il 9 gennaio 2006, in piena campagna elettorale per le elezioni politiche in Italia del 2006.
Nel 2008 durante il Premio Casinò di Saint-Vincent per la Radio Kay Rush ha premiato il programma con Grolla d'oro come "migliore trasmissione della sera". La trasmissione è stata condotta in passato anche da Corrado Formigli (estate 2006-2008), Luca Telese (2008-2010), Alessandro Milan e da Alessio Maurizi (estate 2011). A partire da settembre 2018 partecipa alla conduzione come terza voce anche il giornalista e conduttore radiofonico padovano Alberto Gottardo, per poi lasciare nel novembre 2021. 
Dal 20 febbraio al 3 agosto 2012 La Zanzara è stato trasmesso anche in diretta televisiva sul canale TGcom24 in contemporanea con Radio 24, dal lunedì al venerdì. La diretta veniva trasmessa in due blocchi: il primo dalle 19:15 alle 20:00, a cui seguivano le breaking news di TGcom24 e gli aggiornamenti dell'ultima ora, il secondo dalle 20:45 fino al termine del programma alle 21:00. Grazie a una webcam presente in studio, la trasmissione radiofonica è comunque visibile in diretta sul sito ufficiale di Radio 24.

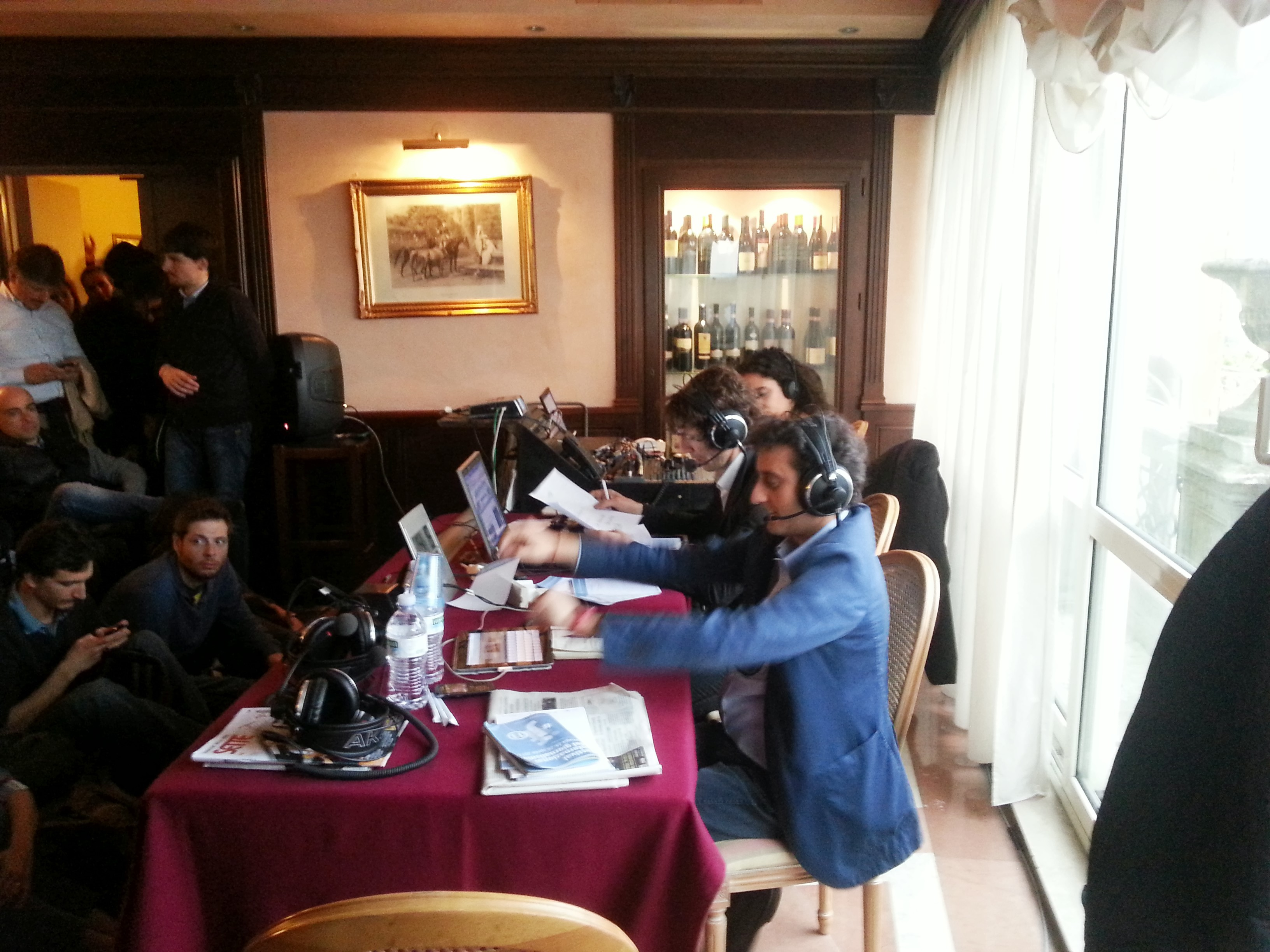
La Zanzara in diretta dal Festival del giornalismo di Perugia

Nella trasmissione del 4 marzo 2013 intervistarono telefonicamente l'allora "Saggio", nominato da Napolitano, Valerio Onida, che ammise, a quella che lui credeva Margherita Hack, che i Saggi fossero solo un modo per guadagnare tempo e che fossero di fatto "inutili". L'intervista scosse molto l'opinione pubblica di allora, questo però ebbe l'effetto di far condannare La Zanzara e farle porre il divieto, da parte dell'editore, di fare scherzi che potessero trasformarsi in notizie di rilevanza politica.

## Format
Il programma propone interviste con numerosi ospiti e commenta fatti di attualità con protagonisti della vita politica, sociale e culturale italiana e con l'intervento telefonico dei radioascoltatori, alcuni di questi diventati ospiti fissi del programma. Il formato è inoltre caratterizzato dalla discussione di diversi argomenti provocatori (in particolare in ambito erotico) e dall'ampio uso di linguaggio colorito, volgarità, insulti e minacce,  spesso fra gli stessi ascoltatori che chiamano in diretta. 

## Popolarità
La Zanzara è uno dei programmi radiofonici più ascoltati di Radio 24 e, più in generale, di tutta Italia.
Nel  2022 il programma ha registrato una media di ascoltatori di circa 400.000 persone. Il programma ha subito una crescita di ascoltatori a partire dal 2020, avvicinandosi soprattutto alla fascia più giovane.

## Controversie
La trasmissione è stata oggetto di diverse polemiche ad esempio per il turpiloquio utilizzato, litigi in studio e cause giudiziarie.

## Premi e riconoscimenti
- 2008 – Grolla d'Oro
- 2011 – Premio Cuffie d'oro[19]
- 2012 – Premio Satira Politica[20]
- 2012 – Premio Cuffie d'oro[21]
- 2013 – Premiolino[22]
- 2013 – Ambrogino d'Oro[23]
- 2014 – Premio Cuffie d'oro[24]
- 2015 – Premio Cuffie d'oro[25]
- 2016 – Premio Cuffie d'oro (Celebrity of the year a Giuseppe Cruciani)[26]
- 2025 – Premio internazionale “Spotify Milestone Creator Award” come unico podcast italiano ad aver superato i 50milioni di ascolti.